# Дюбрейлозавр
Дюбрейлозавр (лат. Dubreuillosaurus) — род тероподных динозавров из семейства мегалозаврид. Дюбрейлозавр получил своё имя в 2002 году, после того, как первоначально его приняли за новый вид поэкилоплеврона, крупного теропода, близкого к мегалозавру. Более поздние исследования показали, что он ближе к эустрептопондилу. У дюбрейлозавра короче морда, остальные отличительные признаки заключаются в незначительных различиях в строении их позвонков и лопаток. Хотя у этого динозавра не были обнаружены гребни и рога, единственный известный экземпляр дюбрейлозавра был детёнышем, а подобные выросты могли развиваться позже. Как и его родственники, дюбрейлозавр обладал короткими, но сильными трёхпалыми передними конечностями. Ископаемые остатки дюбрейлозавра были найдены в осадочных породах, накапливавшихся в мангровых болотах. Это позволяет предположить, что он охотился на рыб и других морских животных.

## Этимология названия
Этот динозавр получил своё родовое название в честь семьи Дюбрей (Дюбрейль, фр. Dubreuil), которая открыла окаменелость дюбрейлозавра в 1994 году.

## История открытия
Ископаемые остатки дюбрейлозавра были найдены во Франции.
Типовой вид D. valesdunensis был первоначально приписан к роду Poekilopleuron как P. valesdunensis. Ронан Аллен в 2005 году создал новый самостоятельный род под названием Dubreuillosaurus.

## Описание

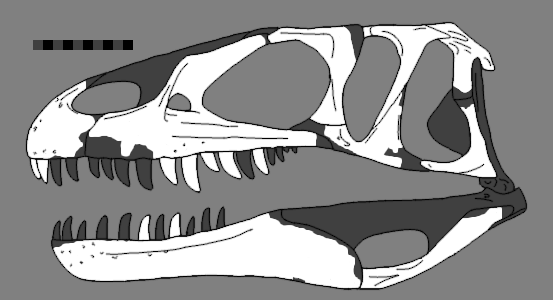
Череп Дюблейрозавра

По оценкам палеонтологов длина взрослого дюбрейлозавра составляла около 9 метров, высота около 3 метров, а вес около 1,5 тонн. Дюбрейлозавр имел удлинённый череп, длина которого была в 3 раза больше высоты.

## Питание
Дюбрейлозавр является плотоядным динозавром. В свете обнаружения ископаемых остатков дюбрейлозавра исключительно в прибрежных регионах, предполагается, что основную часть его рациона составляла рыба.